# Квантове тунелювання води
Квантове тунелювання води відбувається, коли молекули води в наноканалах демонструють поведінку квантового тунелювання, яка розмазує положення атомів водню в пару гофрованих кілець. У такому стані молекули води стають делокалізованими навколо кільця і приймають незвичайну форму подвйної дзиґи. При низьких температурах це явище демонструє квантовий рух води через розділові потенційні стінки, що заборонено в класичній механіці, але допускається в квантовій механіці.
Квантове тунелювання води відбувається під ультраутриманням в породах, ґрунті і клітинних стінках. Передбачається, що це явище допоможе вченим краще зрозуміти термодинамічні властивості та поведінку води в обмежених середовищах, такі як дифузія води, транспортування каналами клітинних мембран і вуглецевих нанотрубок.

## Історія
Про квантове тунелювання у воді повідомлялося ще в 1992 році. У той час було відомо, що рухи можуть руйнувати і регенерувати слабкі водневі зв'язки шляхом внутрішнього обертання замісних водних мономерів.
18 березня 2016 року було повідомлено, що водневий зв'язок може бути розірваний квантовим тунелюванням у водному гексамері. На відміну від раніше повідомлених тунельних рухів у воді, це пов'язано з узгодженим руйнуванням двох водневих зв'язків..
22 квітня 2016 року журнал «Physical Review Letters» повідомив про квантове тунелювання молекул води, як продемонстровано в Джерелі нейтронів Спаллатон і лабораторії Резерфорд Епплтон. Перші ознаки цього явища опосередковано спостерігали вчені з Росії та Німеччини в 2013 році на підставі розщеплення терагерцових ліній поглинання молекули води, зафіксованих у п'яти-ангстремних каналах у берилі. Згодом його безпосередньо спостерігали за допомогою розсіяння нейтронів і аналізували за допомогою моделювання ab initio. У берильному каналі молекула води може займати шість симетричних орієнтацій у відповідності з відомою кристалічною структурою. Одна орієнтація має атом кисню приблизно в центрі каналу, а два атоми водню орієнтовані в одну сторону до однієї з шести гексагональних граней каналу. Інші орієнтації вказують на інші грані, але відокремлені один від одного енергетичними бар'єрами близько 50 меВ. Ці бар'єри, однак, не зупиняють тунелювання водню між шістьма орієнтаціями і тим самим розділяють енергію основного стану на кілька рівнів.